# A Star Wars: Lázadók szereplőinek listája
Ez a szócikk az Star Wars: Lázadók című sorozat szereplőinek felsorolását tartalmazza. A sorozat 2014. augusztus 11-én debütált az Amerikai Egyesült Államokban a Disney XD csatornán.

## Szereplők

### Főszereplők
- Kanan Jarrus

Fedőnév: Lidérc 1.
Valódi Név: "Caleb Dume"
Kanan egy Jedi padawan és egy kisebb Lázadó csoport vezetője. Nagy ítélőképességgel rendelkezik, csapatában a határozottság megtestesítője. Fénykardja kék, ami a Jedi Védelmezők színe. Az Inkvizítor, első összecsapásukkor, Kanan támadási technikája és a coruscanti Jedi Templom archívumából megmaradt feljegyzések alapján rájön, hogy Depa Billaba Jedi mester képezte ki. Billaba mestert és tanítványát, Caleb Dume-ot klónkatonák támadták meg a 66-os parancs végrehajtásakor, ami a Jediket a Galaktikus Köztársaság árulóiként bélyegezte meg. Elszántan harcoltak, hogy megmentsék egymást, de Billaba mester elesett a Köztársaság árulásával. Dume túlélte a támadást és felvette a Kanan Jarrus nevet. Kanan végül Lázadó lett, és a Galaktikus Birodalom ellen harcol. Évekkel a Köztársaság bukása után, továbbra is elesett mesterére és tanításaira gondol. Még nem volt lovag, amikor életbe lépett a 66-os parancs, ám miután a lothali Jedi Templomban megbékélt a halállal és megküzdött számos látomással, melyek a Coruscanton egykor büszkén álló Jedi Templom őreinek alakjait vették fel, a Legfőbb Inkvizítor látomása lovaggá ütötte őt. Jedi Lovaggá, mi egykoron az Inkvizítor is volt. Kanant a második évad végén Maul megvakítja. A negyedik évad végén feláldozza magát, hogy a barátai elmenekülhessenek.
- Hera Syndulla

Fedőnév: Lidérc 2, Főnix vezér 
Hera egy Twi'lek a Ryloth bolygórol, ahol nagybátyja a klónháborúk idején felkelést vezetett a megszálló Szeparatista Szövetség ellen. Nagyon jó szívű és az egyedüli a csapatból, aki képes megérteni Ezra gondjait. Chopper tulajdonosa. Nagyon nyugodt személyiség, és ő mindenki élő lelkiismerete. Hera, Cham Syndulla lánya aki a Star Wars: A klónok háborúja sorozatban szerepelt. Kanantól lett egy fia, akit Jacen Syndullának nevezett el. 
- C1-10P (Chopper)

Fedőnév: Lidérc 3.

Asztroszer droid. Hera a tulajdonosa. Imádja bosszantani Ezrát.
- Garazeb "Zeb" Orrelios

Fedőnév: Lidérc 4.
Az Izom (The Muscle)
Egy Lasat a Lasan bolygóról. Korábban a Lasani Díszőrség tagja volt, mielőtt a Birodalom el nem pusztította hazáját, ezért viselhet Boo-Fegyvert. Ő képviseli az erőt.
- Sabine Wren

Fedőnév: Lidérc 5.

Egy Mandalori lány aki megszökött, egy a szülőbolygóján létesített Birodalmi Akadémiáról. Imád festeni, de még jobban szeret robbantgatni. Zsoldos fejdíszét párbajban szerezte, amit aztán egyedire kidekorált. Ő maga a fürgeség.
- Ezra Bridger

Fedőnév: Lidérc 6.
Alias: "Dev Morgan", "Jabba a Hutt", "Lando Calrissian"
Ezra egy fiatal, erőérzékeny fiú, aki a Lothalon él. Szüleit lázadásért a Birodalom foglyul ejtette, mikor hétéves volt, azóta egyedül él tornyában, melynek az "Ezra Tornya" nevet adta. A túlélés érdekében tolvajláshoz folyamodott, s ezt kiterjesztette a Birodalmi katonákra, akiknek a sisakjait, más dolgok mellett a feketepiacon értékesíti, így biztosítva megélhetését. A Csapatban újonc, és még nagyon sok mindent kell megtanulnia a Szellemről és a legénységéről, valamint Kanan segítségével Az Erőről.

### Galaktikus Birodalom
- Palpatine Császár

Valódi Név: "Sheev Palpatine"
Alias: "Darth Sidious", "Az Uralkodó" (The Emperor), "Palpatine Kancellár" (Chancellor Palpatine)
Palpatine egy Sith Nagyúr aki a Galaxis Császára, a Galaktikus Birodalom megalapítója és uralkodója. Darth Vader sith mestere, aki már a harmadik tanítványa, Darth Maul és Darth Tyranus (Dooku Gróf) után.
- Darth Vader

Valódi Név: "Anakin Skywalker"
A Kiválasztott (The Chosen One)
Az egykor elbukott Jedilovag, Anakin Skywalker az Uralkodó tanítványaként a sötét oldal híve lett. A Galaktikus Birodalom rettegett vezetője a császár után.
- Az Inkvizítor

A Jedi Vadász (The Jedi Hunter), A Legfőbb Inkvizítor (The Grand Inquisitor)
Egy Pau'an-i férfi az Utapau bolygóról. Sötét Oldali harcos, akit Darth Vader azzal bízott meg, hogy levadássza és megölje az utolsó életben maradt Jediket. Fénykardja igen egyedi, dupla és forgó pengéjű. Az Ereje vetekszik a legnagyobb Jedimesterével. Végül öngyilkos lesz egy Kanannal folytatott párbaj után.
- Ötödik Fivér Inkvizítor

Egyike annak a két Inkvizítornak, akiket Darth Vader arra utasított, hogy a Lázadók nyomait kutassák és fogjanak el minden életben maradt Jedit. Darth Maul megöli.
- Hetedik Nővér Inkvizítor

Egy Mirialani Inkvizítor, aki a csalás mestere. Darth Vader parancsa szerint a Lázadók nyomait kutatja és el kell fognia minden életben maradt Jedit. Darth Maul megöli.
- Nyolcadik Fivér Inkvizítor

Az egyetlen olyan Inkvizítor, akinek nem ismerjük meg az arcát. Véletlenül találkozik Malachor-nál Ezrával, Kanannal és Ahsokával, Mault jött felkutatni. Az egykori Sith okozza a halálát, mivel párbajban megrongálja a Fivér fénykardját, és amikor az megpróbál elrepülni, meghibásodik a fénykardja, és lezuhan.
- Wilhuff Tarkin Nagy Moff

Tarkin egy Nagy Moff, a Peremvidék kormányzója. Darth Vader mellett a Galaktikus Birodalom második meghatározó vezetője. Ő csatolta a Birodalomhoz a Lothalon élő farmerek földjeit. Akinek nem tetszett az eljárás, azt elvitték lázadásért. A telep gúnyneve "Tarkin Város".
- Wullf Yularen Ezredes

- Thrawn Főadmirális

Egy a Birodalomnál magas rangú pozíciót betöltő Chiss férfi.
- Kallus Ügynök

Azonosítószám: ISB-021 "Imperial Security Bureau" (Magyarul: BBI-021 "Birodalmi Biztonsági Iroda")
Fedőnév: Fulcrum
A Birodalmi Biztonsági Iroda ügynöke, a Jedik elfogásával foglalkozik. Ő pusztíttatta el a Lasan bolygót és jogtalanul használja a Lasani Díszőrség Boo-fegyverét, melyet a támadáskor egy őrtől vett el. Később kiderült, hogy a Boo-fegyvert, az őr adta neki, mivel párbajban legyőzte őt. Miután Zebbel megjárták a Geonosis holdját, Kallus átértékelte nézeteit a Birodalommal kapcsolatban. Azóta, ha személyesen találkozik a lázadókkal mindig kisegíti őket. Sabinet a Skystrike akadémián, Kanant és Ezrát pedig a Lothali hajógyárban mentette ki a bajból, az Ahsoka által kitalált "Fulcrum" álnéven pedig apró-cseprő információkkal látja el a lázadókat.
- Maketh Tua Miniszter

A Galaktikus Birodalom egyik Minisztere a Lothali kirendeltségen.
- Arihnda Pryce Kormányzó

Arihnda Pryce a Birodalom által kinevezett kormányzója a Lothal bolygónak, hol Ezra és társai aktívan tevékenykedtek kisses-nagyobb borsot törve annak orra alá. Pryce meglehetősen erős katonai befolyással kormányozta a bolygót, valamint számos gyárat és bányát is üzemeltetett, melyekkel nagyban támogatta a Galaktikus Birodalom erejét.
- Brom Titus Admirális

Az új kísérleti fázisban lévő Birodalmi Interdictor felügyelője. Ezen hajó képes rá, hogy más űrhajókat szó szerint kiragadjon a hiperűrből, irányítása és navigálása pedig nagyfokú hozzáértést igényel, amiben az admirális nem szenved hiányt.
- Kassius Konstantine Admirális

A Galaktikus Birodalom egyik Admirálisa a Relentless Csillagromboló fedélzetén, ami Az Inkvizítort segítette a Szellem üldözésében.
- Brunson Kapitány

- Slavin Százados

A Galaktikus Birodalom egyik Századosa a Ryloth bolygón aki Thrawn Főadmirálist segíti. Esküdt ellensége a bolygó felkelőit vezető Cham Syndulla.
- Vult Skerris Százados

Skerris a Birodalom egyik századosa. TIE elfogó vadászán (TIE interceptor) egyedi vörös jelzések láthatóak, melyek a százados harcias jellemét és bátorságát szimbolizálják. Oktató a Birodalmi Skystrike akadémián, szigorú és hűen betartja a parancsokat. Kadétjaitól mindig a legjobbat várja el.
- Argin Relik Parancsnok

Repülés oktató a Birodalmi Skystrike akadémián.
- Cumberlayne Aresko Parancsnok

Azonosítószám: LRC-01

A Galaktikus Birodalom egyik Parancsnoka a Lothali kirendeltségen. Sorozatos kudarcaiért Az Inkvizítor kivégzi Tarkin Nagy Moff parancsára a 11. részben.
- Myles Grint Őrmester

Azonosítószám: LTM-02

A Galaktikus Birodalom egyik Őrmestere a Lothali kirendeltségen. Sorozatos kudarcaiért Az Inkvizítor kivégzi Tarkin Nagy Moff parancsára a 11. részben.
- Yogar Lyste Hadtáp Mester

Azonosítószám: LSM-03

A Galaktikus Birodalom egyik ellátmány felelős tisztje a Lothali kirendeltségen.
- Valen Rudor Báró

Azonosítószám: LS-607

A Galaktikus Birodalom egyik flotta tisztje a Lothali kirendeltségen. Rudor ászpilóta, a Birodalom egyik büszkesége, aki az újonnan forgalomba állított TIE-vadászokat hivatott tesztelni. Alakját az első világháborús német ászpilóta, Manfred von Richthofen ihlette. Fekete birodalmi egyenruhája más, mint a többieké; kifejezetten pilótákra szabott, de nem a szokásos TIE-vadászpilóta öltözék. A negyedik évadban a Lothálon dolgozik pultosként.
- Birodalmi Rohamosztagos Parancsnok

A Rohamosztagosok Parancsnokok más Rohamosztagosok fölérendeltjei a Galaktikus Birodalomban. Ugyanolyan páncélt viselnek mint a sima katonák, valamint egy narancssárga vállvédőt a jobb vállukon, rangjukat jelezvén.
- Birodalmi Rohamosztagosok

A Rohamosztagosok képzik a Galaktikus Birodalom gyalogos erejét, kik az általuk szolgált hatalom érdekének érvényesítői az egész galaxisban. Páncéljuk hasonló, a klón háborúk idején harcolt klónkatonák páncéljához, kik a Galaktikus Köztársaság oldalán küzdöttek egészen a 66-os parancs bekövetkeztéig. A Köztársaság bukása után a klónkatonákat leszerelték, s helyettük új hadsereged hoztak létre, melynek gerince a Rohamosztagosokból áll.
- Birodalmi Harci Pilóták

A Birodalmi Pilóták egy speciális típusai, leginkább az AT-DP (All Terrain Defense Pod) lépegetők (Walker) pilótái, de más Birodalmi járműveket is vezetnek, mint a 614-AvA Robogókat (Speeder Bike) valamint a Biridalmi Csapatszállítókat (Imperial Troop Transpor).
- Birodalmi Pilóták

A Birodalomi Flotta pilótái akik kizárólag a TIE Vadászokat vezetik.
- Alton Kastle

Alton Kastle a Birodalmi HoloNet Adások (HoloNet News) műsorvezetője. Látszólag a híreket közli, de valójában a Birodalom arra használja az adásait, hogy terjessze propagandáját javítva a Galaktikus Birodalom képét.
- LT-319

Az Irányító (The Controller)

A Birodalmi információs iroda irányítója volt, aki egy birodalmi lehallgató hajón (Imperial Listener Ship) tevékenykedett.

### Mellékszereplők
- Obi-Wan "Ben" Kenobi

Alias: "Ben Kenobi"

Jedimester, még a klónháborúk idején. Túlélte a 66-os parancsot és a Tatooine-on él remeteként.
- Cikatro Vizago

Egy Devaroni férfi, a legfőbb gazember a Lotharon. A Szellem legénysége néha megbízást teljesít és különféle árukat csempész neki, amikért bőkezűen fizet kreditekben vagy információval.
- Bail Prestor Organa Szenátor

Az Alderaan bolygó Szenátora, jelenlegi tulajdonosa C-3PO-nak és R2-D2-nak.
- Morad Sumar

Egy Lothali farmer, aki ismerte Ezra szüleit. A Birodalom elfogta, őt és családját, miután nem adta el a birtokát. Ezra és Zeb megmentette őket. Két évvel később egy Lothali birodalmi gyárban meghal, Thrawn főadmirális jóvoltából.
- Marida Sumar

A néhai farmer, Morad Sumar felesége.
- Gall Trayvis

Holoadásaiban, melyekben a Galaktikus Birodalom ellen szólítja fel a polgárokat "száműzött szenátornak" nevezi magát, ám valójában a Birodalom oldalán áll. Feladata felkeresni és lokalizálni az egyes bolygókon lévő lázadó sejteket. Információi alapján a Birodalom megfigyelteti az ellenállókat és a problémásabb egyéneket likvidálja, persze balesetnek álcázva.
- C-3PO (Threepio)

Padmé Amidala egykori protokoll droidja, akit Anakin Skywalker készített. Jelenleg Amidala régi barátjának, Bail Organa szenátor tulajdonában van a Tantive IV-en.
- R2-D2 (Artu)

Asztroszer droid, és legjobb barátja C-3PO. A Köztársaság alatt szolgált a klónháborúk idején, gazdája Anakin Skywalker oldalán. Jelenleg Bail Organa szenátor tulajdonában van, aki megbízta egy titkos küldetéssel, hogy aláássa a Birodalom tevékenységeit.
- Luminara Unduli

Luminara Unduli egy jedimester volt a klónháborúk idején és a Galaktikus Birodalom felemelkedése alatt ölték meg. A legtöbb Jeditől eltérően nem ölték meg azonnal a 66-os parancs életbelépésekor, de letartóztatták. Később Az Inkvizítor kivégezte. A testét és a Birodalom által elterjedt pletykákat a túléléséről arra használták fel, hogy csapdába csalják a még megmaradt Jediket.
- Lando Calrissian

Lando Calrissian egy galaktikus vállalkozó, sikeres karrierrel, mellyel végül Felhőváros vezetője lett.
- Zare Leonis

A Lotharon lévő Birodalmi Akadémián Kadétként beszivárogva kutatja a nővére, Dhara hollétét. Meg van győződve róla, hogy Az Inkvizítor tett vele valamit.
- Jai Kell

A Lotharon lévő Birodalmi Akadémián Kadétként tanul, hogy Rohamosztagos lehessen. Itt ismeri meg Ezrát, Dev Morgan álnéven és Zare Leonist. Barátai hatására otthagyja az Akadémiát.
- Nazhros Oleg

A Lotharon lévő Birodalmi Akadémián Kadét és Rohamosztagosnak képzik. Élvezi a lehetőséget, hogy a birodalmat szolgálja.
- Mira és Ephraim Bridger

Ezra Bridger szülei, akiket a birodalom foglyul ejtett, mert nem féltek kiállni azért amiben hittek.
- Tseebo

Tseebo egy Rodiai aki korábban a Birodalmi Információs Hivatalnál dolgozott, de megszökött. A fejében lévő bizalmas és titkos információk miatt a Birodalom égre-földre keresi őt. Ismerte Ezra szüleit és tudja mi történt velük.
- Azmorigan

Azmorigan egy bűnöző, aki a Galaktikus Birodalom uralkodása alatt tevékenykedett. Egy puffancs malacot adott el Lando Calrissiannak a Twi'lek Hera Syndulláért cserébe. Azmorigan és Lando is megkapta a magáét ezért az alkuért.
- Wullffwarro

Wullffwarro egy hím Wookiee, akit rabul ejtett a Galaktikus Birodalom fiával, Kitwarr-al és számos társával egyetemben. A Kessel bányászvilágára szállították őket, ahol a fűszerbányákban kellett volna dolgozniuk, de végül a Lázadóknak köszönhetően megmenekültek. A Birodalom felemelkedését megelőzően Wullffwarro a klóháborúk alatt a Galaktikus Köztársaság oldalán szolgált és harcolt Kashyyyk-i csatában.
- Kitwarr

Kitwarr egy hím Wookiee, akit rabul ejtett a Galaktikus Birodalom apjával, Wullffwarro-val és számos társával egyetemben. A Kessel bányászvilágára szállították őket, ahol a fűszerbányákban kellett volna dolgozniuk, de végül a Lázadóknak köszönhetően megmenekültek.
- Öreg Jho

Egy hím Ithoriai. Szerelőműhelye (amolyan cantina féleség), Jhothal városának közepén van, a Lothal bolygón.
- Yoda Mester

Yoda a Jedi Rend nagymestere és az egyik legerőteljesebb Jedi mester volt a történelemben. Majdnem nyolcszáz éven keresztül edzette a Jedi padawanokat és a Jedi lovagokat, mindaddig amíg a Galaktikus Birodalom hatalomra nem tört. Amikor a Jedi Rend és a Köztársaság elesett, önként vállalt száműzetést amit a távoli Dagobah mocsaras világában töltött el és itt is halt meg, Luke Skywalker kiképzése után.
- Ahsoka Tano

Fedőnév: Fulcrum

Ahsoka Tano, egykori Jedi padawan, Anakin Skywalker Jedi lovag tanítványa volt a klónháborúk idején. Mikor mestere átállt a sötét oldalra és életbe lépett a 66-os parancs, egyike lett azon kevés Jediknek, kik túlélték a klónhadsereg árulását. Jelenleg Lázadó informátor "Fulcrum" álnéven, aki küldetéseket, feladatokat és információkat biztosít a Szellem legénységének, melyek segítik a Lázadókat a Galaktikus Birodalom ellen irányuló harcokban. Annak érdekében, hogy személyazonosságát titokban tartsa, Ahsoka csak Herával lépett kapcsolatba, valahányszor információt adott át a csapatnak. Továbbá, "Fulcrum" a beszélgetések során hangtorzítót használt, hogy a hangja alapján se lehessen felismerni.
- Jun Sato Parancsnok

A Főnix osztag nevű lázadó sejt vezetője.
- Hondo Ohnaka

Hondo Ohnaka egy Weequay kalóz, aki egy fajához hasonlókból álló kalóz banda vezetője. A klónháborúk alatt néha a Galaktikus Köztársasággal együttműködött, máskor pedig a Szeparatista Szövetséggel üzletelt. "Fűszeren" kívül más pénznemet nem fogad el, főleg nem a köztársasági kreditet.
- Rex Százados

Azonosítószám: CT-7567

CT-7567 (Rex) egy klón százados, aki a Galaktikus Köztársaság Klónhadseregének katonája és az 501-es klón hadosztály parancsnoka volt a klónháborúk idején. Anakin Skywalker jedi lovag és Ahsoka Tano padawan alatt szolgált, de jól ismerte Obi-Wan Kenobi jedi mestert is. Valamilyen okból kifolyólag Rex több másik klónnal hagyta el a Klónhadsereget és jelenleg Ahsokával harcol a Galaktikus Birodalom elnyomó zsarnoksága ellen.
- Wolffe Parancsnok

Azonosítószám: CC-3636 

CC-3636 (Wolffe) egy klón parancsnok, aki a Galaktikus Köztársaság Klónhadseregének katonája és a 104-es klón hadosztály parancsnoka volt a klónháborúk idején, melyet gyakran emlegettek "Farkas Falka" (Wolfpack) néven. Plo Koon jedi mester alatt szolgált, és bár ki nem állhatta a C-3PO-val való találkozásokat, előszeretettel nevezte a droidot "fényesnek". Wolffe egy klón társával, Rex Századossal dezertőr lett, és otthagyta a háborút, végül csatlakozott egy ellenállási mozgalomhoz, hogy segítse a Galaktikus Birodalom ellen irányuló harcot.
- Gregor Százados

Azonosítószám: CC-5576-39

CC-5576-39 (Gregor) egy Kommandós Klón Százados aki a Galaktikus Köztársaság Klónhadseregének katonája volt a klónháborúk idején. Jelenleg klón társaival Rex-el és Wolffe-al egy a Galaktikus Birodalom ellen irányuló mozgalom tagja.
- Quarrie

Quarrie egy Mon Calamari szerelő, aki különféle vadászhajók szerelésével és javításával foglalkozik. Megmutatott Herának és a társainak egy B-Wing Starfightert, majd oda is adta nekik.
- Ketsu Onyo

Egy mandaloriai fejvadász és Sabine Wren régi barátnője. A Fekete Napnak nevezett bűnszervezetnek dolgozott, emellett besegít olykor a lázadóknak is.
- Ryder Azadi

Ryder Azadi egy emberférfi, aki a Galaktikus Birodalom rezsimjét megelőzően Lothal kormányzójaként szolgált. A Birodalommal szemben tanúsított magaviselete miatt leváltották tisztségéből és börtönbe zárták Ezra Bridger szüleivel egyetemben.
- Leia Organa Hercegnő

Bail Organa örökbefogadott lánya, valamint az Alderaan bolygó hercegnője. Apjához hasonlóan ő maga is a Lázadókat segíti, persze fenntartva a látszatot, miszerint családjával egyetemben hű a Galaktikus Birodalomhoz.
- Fenn Rau

Concord Dawn védelmezője
Egy Mandaloriai férfi, a Concord Dawn bolygó védelmezője a Galaktikus Birodalom uralkodása alatt. A Lázadók új hiperűrfolyosó keresés céljából érkeztek a bolygóra, ám a védelmező állította, hogy a birodalmat szolgálja, s csapataival megrohamozta az ellenség hajóit. A csata hevében több Lázadó és Mandaloriai is életétt vesztette, a Phoenix osztag kapitánya, Hera Syndulla pedig Fenn Rau jóvoltából súlyos sérüléseket szenvedett, így osztagával megfutamodásra kényszerült.
- Chava

Egy női Lasat, aki sámán.
- Gron

Egy hím Lasat aki Garazeb Orrelios kapitány alatt szolgált a Lasani Díszőrségben.
- Cham Syndulla

Egy hím Twi'lek, ki a szabadságharcosok vezéreként szülőbolygójáért, Ryloth megmentésért harcolt a Klónháborúk idején az álnok Szeparatista Szövetség elnyomó zsarnoksága ellen, s csakúgy mint akkoriban őket, most a Birodalmat sem éppen szívleli. Ő Hera Syndulla apja.
- Gobi Glie

Egy hím Twi'lek, aki tagja a rylothi lázadó sejtnek, a szabadságharcosnak, kik a bolygó felszabadításáért küzdenek. Syndulla tábornok egyik legjobb harcosa.
- Numa

Egy női Twi'lek, aki tagja a rylothi lázadó sejtnek, a szabadságharcosnak, kik a bolygó felszabadításáért küzdenek. Syndulla tábornok egyik legjobb harcosa.
- AP-5

AP-5 egy Köztársasági analizáló protokoll droid. Miután a Köztársaságot felváltotta a Galaktikus Birodalom, visszaminősítették őt leltározó droidnak, felettesei pedig gyakorta gúnyt űznek belőle. Chopperrel való találkozása után azonban nem csak hogy jó barátok lettek, de önszántából átállt a Lázadókhoz.
- Maul

Alias: "Darth Maul"
Öreg Mester (Old Master), Az árny (The Shadow)
Maul (ismertebb nevén Darth Maul) egy hím Dathomiriai Zabrak akit korábban Talzin anya adott oda Darth Sidiousnak, s tanítványaként Sith Nagyúrrá vált. Miután a Kereskedelmi Szövetség Nabooi megszállása alatt Obi-Wan Kenobi ketté vágta őt, sokáig halottnak hitték. Visszatérése után sem kedvezett neki a sors. Fivérével Savage Opressel megjárták a poklok poklát. Szövetséget kötöttek a Fekete Nap nevű intergalaktikus bűnszervezettel, a Halálőrségnek nevezett terrorista csoporttal egyesülve megbuktatták Mandalore kormányát, végül oly sok idő után találkozott régi mesterével is, kivel fivérével egyetemben összecsaptak. Ezek után, már jóval a Birodalom idején, Malachoron jedikbe botlott kikkel látszólag összefogott a galaxist fenyegető sötétség ellen és felhasználta Ezra Bridgert, hogy megszerezzen neki egy sith holokront, ám terve kudarcot vallott.
- Bendu

A Bendu egy meglehetősen sajátos és különleges erőhasználó lény a galaxisban, aki a köztes erőt képviseli a fény és a sötét oldal között.
- Wedge Antilles

Wedge fiatal kora ellenére tehetséges pilóta. Két kadét társával, Hobbie-val és Rake-el együtt megszökött a Birodalmi Skystrike akadémiáról Sabine segítségével, hogy csatlakozzanak a lázadókhoz. Rake kadét a szökés közben meghalt.
- Derek "Hobbie" Klivian

Pilóta kadét a Birodalmi Skystrike akadémián, ahonnan megszökött és Wedge-el együtt csatlakozott a lázadókhoz.
- Rake Gahree

Pilóta kadét a Birodalmi Skystrike akadémián. Szökés közben Skerris százados Pryce kormányzó parancsára megölte őt.
- Gar Saxon

- Mart Mattin

- Gooti Terez

- Jonner Jin

- Saw Gerrera

- Ursa Wren Grófnő

Sabine anyja.
- Tristan Wren

Sabine bátyja.
- Mon Mothma Szenátor

- Erskin Semaj

- Jon Vander

Fedőnév: Arany Vezér

- Arany Kettes